# Nationalliga A w piłce siatkowej mężczyzn (2023/2024)
Nationalliga A w piłce siatkowej mężczyzn 2023/2024 − 68. sezon mistrzostw Szwajcarii w piłce siatkowej zorganizowany przez Swiss Volley. Zainaugurowany został 21 października 2023 roku.
W Nationalliga A w sezonie 2023/2024 uczestniczyło 7 drużyn. Rozgrywki składały się z fazy zasadniczej, drugiej fazy, fazy play-off oraz meczów o miejsca 5-7. Faza play-off obejmowała ćwierćfinały, półfinały, mecze o 3. miejsce i finały.
Po raz drugi, jednocześnie drugi raz z rzędu, mistrzem Szwajcarii został klub Volley Schönenwerd, który w finałach fazy play-off pokonał Volley Amriswil. Trzecie miejsce zajął zespół Lausanne UC.

## System rozgrywek
Nationalliga A w sezonie 2023/2024 składała się z fazy zasadniczej, drugiej fazy, fazy play-off oraz meczów o miejsca 5-7.

### Faza zasadnicza
W fazie zasadniczej 7 drużyn rozegrało ze sobą po dwa spotkania systemem kołowym (mecz u siebie i rewanż na wyjeździe). Cztery najlepsze zespoły trafiły w drugiej rundzie do grupy A, natomiast pozostałe – do grupy B.

### Druga faza
W drugiej fazie drużyny podzielone zostały na dwie grupy. W grupie A znalazły się te, które w fazie zasadniczej zajęły miejsca 1-4, natomiast w grupie B – pozostałe. W grupie A zespoły rozegrały ze sobą po jednym meczu zgodnie z poniższym schematem, natomiast w grupie B po dwa mecze systemem kołowym (mecz u siebie i rewanż na wyjeździe).
| Kolejka    | Mecz 1                                                          | Mecz 2                                                          |
| ---------- | --------------------------------------------------------------- | --------------------------------------------------------------- |
| 1. kolejka | 1. miejsce w fazie zasadniczej – 2. miejsce w fazie zasadniczej | 3. miejsce w fazie zasadniczej – 4. miejsce w fazie zasadniczej |
| 2. kolejka | 2. miejsce w fazie zasadniczej – 3. miejsce w fazie zasadniczej | 4. miejsce w fazie zasadniczej – 1. miejsce w fazie zasadniczej |
| 3. kolejka | 1. miejsce w fazie zasadniczej – 3. miejsce w fazie zasadniczej | 2. miejsce w fazie zasadniczej – 4. miejsce w fazie zasadniczej |

Drużyny drugą fazę rozpoczynały z liczbą punktów przedstawioną w poniższej tabeli.
| Grupa A                        | Grupa A | Grupa B                        | Grupa B | Grupa B |
| ------------------------------ | ------- | ------------------------------ | ------- | ------- |
| 1. miejsce w fazie zasadniczej | 14 pkt  | 5. miejsce w fazie zasadniczej | 5 pkt   |         |
| 2. miejsce w fazie zasadniczej | 12 pkt  | 6. miejsce w fazie zasadniczej | 3 pkt   |         |
| 3. miejsce w fazie zasadniczej | 10 pkt  | 7. miejsce w fazie zasadniczej | 1 pkt   |         |
| 4. miejsce w fazie zasadniczej | 8 pkt   |                                |         |         |

W grupie B obowiązywała następująca punktacja: za zwycięstwo – 2 pkt, za porażkę 2:3 – 1 pkt, za porażkę 1:3 lub 0:3 – 0 pkt. Po rozegraniu wszystkich meczów w obu grupach powstała wspólna klasyfikacja dla obu grup. Dwa najlepsze zespoły awansowały bezpośrednio do półfinałów fazy play-off, drużyny z miejsc 3-6 grały w ćwierćfinałach fazy play-off, natomiast ta, która zajęła 7. miejsce, walczyła o miejsca 5-7.

### Faza play-off
Faza play-off składała się z ćwierćfinałów, półfinałów, meczów o 3. miejsce i finałów.
Pary ćwierćfinałowe powstały na podstawie miejsc zajętych przez poszczególne drużyny w drugiej fazie według klucza:
- para 1: 3 – 6;
- para 2: 4 – 5.

Rywalizacja w parach toczyła się w formule dwumeczów. O awansie decydowała liczba zdobytych punktów meczowych. Za zwycięstwo 3:0 lub 3:1 drużyna otrzymywała 3 punkty, za zwycięstwo 3:2 – 2 punkty, za porażkę 2:3 – 1 punkt, natomiast za porażkę 1:3 lub 0:3 – 0 punktów. Jeżeli po rozegraniu dwumeczu obie drużyny miały taką samą liczbę punktów, rozgrywany był tzw. złoty set grany do 15 punktów z dwoma punktami przewagi jednej z drużyn. Gospodarzem pierwszego meczu w parze był zespół niżej rozstawiony. Zwycięzcy w parach awansowali do półfinałów, przegrani natomiast grali o miejsca 5-7.
Pary półfinałowe powstały według poniższego klucza:
- para 1: 1 – 4/5;
- para 2: 2 – 3/6.

Zwycięzcy w parach półfinałowych walczyli w finałach fazy play-off o mistrzostwo Szwajcarii, natomiast przegrani grali o 3. miejsce.
Rywalizacja w półfinałach i finałach toczyła się do trzech zwycięstw ze zmianą gospodarza po każdym meczu. Gospodarzem pierwszego spotkania była drużyna, która w fazie zasadniczej zajęła wyższe miejsce.
O 3. miejsce zespoły grały do dwóch zwycięstw ze zmianą gospodarza po każdym meczu. Gospodarzem pierwszego spotkania była drużyna, która w fazie zasadniczej zajęła wyższe miejsce.

### Mecze o miejsca 5-7
O miejsca 5-7 grały: zespół, który w grupie B drugiej fazy zajął 3. miejsce oraz drużyny, które przegrały w parach w ćwierćfinałach fazy play-off. Zespoły rozegrały między sobą po dwa mecze systemem kołowym (mecz u siebie i rewanż na wyjeździe). Po rozegraniu wszystkich spotkań zostały sklasyfikowane na miejscach 5-7 na podstawie miejsca w tabeli. Do tabeli nie były wliczane wyniki meczów rozegranych w fazie zasadniczej ani w drugiej fazie.

## Drużyny uczestniczące
W najwyższej klasie rozgrywkowej (Nationalliga A) uczestniczyło siedem drużyn. W porównaniu z poprzednim sezonem żaden zespół nie dołączył do rozgrywek.
| Nationalliga A 2023/2024                                                              | Nationalliga A 2023/2024 |                  |
| ------------------------------------------------------------------------------------- | ------------------------ | ---------------- |
| Volley Schönenwerd                                                                    | 1                        | Puchar CEV       |
| Volley Amriswil                                                                       | 2                        | Puchar CEV       |
| Volley Näfels                                                                         | 3                        | Puchar Challenge |
| Chênois Genève Volleyball                                                             | 4                        | Puchar CEV       |
| Concordia Volley Luzern                                                               | 5                        |                  |
| Lausanne UC                                                                           | 6                        |                  |
| TSV Jona Volleyball                                                                   | 7                        |                  |
| Oznaczenia: - kolumna druga – miejsce zajęte przez daną drużynę w poprzednim sezonie. |                          |                  |

## Hale sportowe
| Drużyna                   | Hala sportowa                                   | Miejscowość     |
| ------------------------- | ----------------------------------------------- | --------------- |
| Chênois Genève Volleyball | Centre Sportif Sous-Moulin                      | Thônex          |
| Concordia Volley Luzern   | Turnhalle Bahnhof                               | Lucerna         |
| Lausanne UC               | Centre sportif universitaire de Dorigny – SOS 2 | Lozanna         |
| TSV Jona Volleyball       | Sporthalle Grünfeld                             | Rapperswil-Jona |
| Volley Amriswil           | Sporthalle Tellenfeld B                         | Amriswil        |
| Volley Näfels             | Lintharena – Linthhalle                         | Näfels          |
| Volley Schönenwerd        | Betoncoupe Arena                                | Schönenwerd     |
| Źródło:                   |                                                 |                 |

## Trenerzy
| Drużyna                   | Trener                  | Asystent trenera                   | *      |
| ------------------------- | ----------------------- | ---------------------------------- | ------ |
| Chênois Genève Volleyball | Marco Camperi           | —                                  | [ 8 ]  |
| Concordia Volley Luzern   | Ignacio Verdi Brusati   | Jānis Jerumanis                    | [ 9 ]  |
| Lausanne UC               | Marco Fölmli            | Graziano Mancini Romain Dos Santos | [ 10 ] |
| TSV Jona Volleyball       | Dalibor Polák           | Urs Winteler                       | [ 11 ] |
| Volley Amriswil           | Juan Manuel Serramalera | Christopher Voth                   | [ 12 ] |
| Volley Näfels             | Matjaž Hafner           | Álvaro Jurado Moreno               | [ 13 ] |
| Volley Schönenwerd        | Adriatik Kajtazi        | Jan Schnider                       | [ 14 ] |

### Zmiany trenerów
| Przed sezonem      |                  |                  |        |
| Lausanne UC        | Arnaud Josserand | Marco Fölmli     | [ 15 ] |
| Volley Schönenwerd | Johan Verstappen | Adriatik Kajtazi | [ 16 ] |

## Faza zasadnicza

### Tabela wyników
| Gospodarz \ Gość1         | SCH | AMR | NÄF | CHÊ | LUZ | LAU | JON |
| ------------------------- | --- | --- | --- | --- | --- | --- | --- |
| Volley Schönenwerd        | -   | 3:2 | 3:1 | 1:3 | 3:2 | 2:3 | 3:0 |
| Volley Amriswil           | 1:3 | -   | 3:0 | 1:3 | 3:0 | 3:1 | 3:0 |
| Volley Näfels             | 1:3 | 3:2 | -   | 2:3 | 3:0 | 1:3 | 3:0 |
| Chênois Genève Volleyball | 1:3 | 1:3 | 3:2 | -   | 3:0 | 3:1 | 3:0 |
| Concordia Volley Luzern   | 1:3 | 1:3 | 0:3 | 3:2 | -   | 3:1 | 3:1 |
| Lausanne UC               | 3:2 | 2:3 | 3:0 | 3:1 | 3:1 | -   | 3:0 |
| TSV Jona Volleyball       | 0:3 | 0:3 | 3:1 | 0:3 | 2:3 | 3:2 | -   |

Źródło: 
1 Drużyna gospodarzy jest wymieniona po lewej stronie tabeli.
Kolory:
  zwycięstwo gospodarzy 3:0 lub 3:1
  zwycięstwo gospodarzy 3:2
  zwycięstwo gości 3:0 lub 3:1
  zwycięstwo gości 3:2

### Terminarz i wyniki spotkań
| Data                                                            | Godz. | Gospodarz                 | Rezultat                                | Gość                      |
| --------------------------------------------------------------- | ----- | ------------------------- | --------------------------------------- | ------------------------- |
| 1. KOLEJKA                                                      |       |                           |                                         |                           |
| 21.10.2023                                                      | 18:00 | TSV Jona Volleyball       | 2:3 (22:25, 25:23, 25:21, 23:25, 6:15)  | Concordia Volley Luzern   |
| 21.10.2023                                                      | 17:00 | Volley Näfels             | 1:3 (25:21, 16:25, 23:25, 17:25)        | Lausanne UC               |
| 21.10.2023                                                      | 17:30 | Volley Schönenwerd        | 3:2 (25:23, 20:25, 24:26, 25:14, 18:16) | Volley Amriswil           |
| 2. KOLEJKA                                                      |       |                           |                                         |                           |
| 28.10.2023                                                      | 18:00 | Chênois Genève Volleyball | 3:0 (25:23, 28:26, 25:15)               | TSV Jona Volleyball       |
| 28.10.2023                                                      | 17:00 | Volley Amriswil           | 3:0 (25:16, 25:19, 25:22)               | Volley Näfels             |
| 29.10.2023                                                      | 17:00 | Concordia Volley Luzern   | 1:3 (25:23, 17:25, 19:25, 24:26)        | Volley Schönenwerd        |
| 3. KOLEJKA                                                      |       |                           |                                         |                           |
| 5.11.2023                                                       | 18:00 | TSV Jona Volleyball       | 0:3 (20:25, 16:25, 21:25)               | Volley Amriswil           |
| 4.11.2023                                                       | 17:30 | Volley Schönenwerd        | 1:3 (23:25, 25:22, 27:29, 19:25)        | Chênois Genève Volleyball |
| 4.11.2023                                                       | 18:00 | Concordia Volley Luzern   | 3:1 (25:13, 25:19, 18:25, 26:24)        | Lausanne UC               |
| 4. KOLEJKA                                                      |       |                           |                                         |                           |
| 11.11.2023                                                      | 17:30 | Lausanne UC               | 3:2 (25:20, 20:25, 30:28, 22:25, 16:14) | Volley Schönenwerd        |
| 11.11.2023                                                      | 17:00 | Volley Amriswil           | 3:0 (25:20, 25:19, 25:18)               | Concordia Volley Luzern   |
| 11.11.2023                                                      | 17:00 | Volley Näfels             | 2:3 (25:22, 19:25, 27:25, 18:25, 11:15) | Chênois Genève Volleyball |
| 5. KOLEJKA                                                      |       |                           |                                         |                           |
| 18.11.2023                                                      | 18:00 | TSV Jona Volleyball       | 3:1 (31:29, 25:18, 18:25, 25:22)        | Volley Näfels             |
| 18.11.2023                                                      | 17:30 | Chênois Genève Volleyball | 3:0 (25:18, 25:18, 29:27)               | Concordia Volley Luzern   |
| 18.11.2023                                                      | 18:00 | Lausanne UC               | 2:3 (23:25, 25:23, 25:20, 21:25, 11:15) | Volley Amriswil           |
| 6. KOLEJKA                                                      |       |                           |                                         |                           |
| 25.11.2023                                                      | 17:30 | Volley Schönenwerd        | 3:0 (25:20, 33:31, 25:13)               | TSV Jona Volleyball       |
| 25.11.2023                                                      | 18:00 | Chênois Genève Volleyball | 3:1 (25:22, 25:22, 26:28, 25:20)        | Lausanne UC               |
| 26.11.2023                                                      | 17:00 | Concordia Volley Luzern   | 0:3 (20:25, 19:25, 21:25)               | Volley Näfels             |
| 7. KOLEJKA                                                      |       |                           |                                         |                           |
| 2.12.2023                                                       | 18:00 | Lausanne UC               | 3:0 (25:15, 25:12, 25:21)               | TSV Jona Volleyball       |
| 2.12.2023                                                       | 17:00 | Volley Näfels             | 1:3 (25:18, 20:25, 19:25, 19:25)        | Volley Schönenwerd        |
| 2.12.2023                                                       | 17:00 | Volley Amriswil           | 1:3 (38:36, 24:26, 14:25, 21:25)        | Chênois Genève Volleyball |
| 8. KOLEJKA                                                      |       |                           |                                         |                           |
| 10.12.2023                                                      | 17:00 | Concordia Volley Luzern   | 3:1 (25:14, 21:25, 25:19, 25:19)        | TSV Jona Volleyball       |
| 9.12.2023                                                       | 18:00 | Lausanne UC               | 3:0 (25:14, 25:15, 25:19)               | Volley Näfels             |
| 9.12.2023                                                       | 17:00 | Volley Amriswil           | 1:3 (25:19, 23:25, 22:25, 19:25)        | Volley Schönenwerd        |
| 9. KOLEJKA                                                      |       |                           |                                         |                           |
| 16.12.2023                                                      | 18:00 | TSV Jona Volleyball       | 0:3 (21:25, 17:25, 19:25)               | Chênois Genève Volleyball |
| 16.12.2023                                                      | 17:00 | Volley Näfels             | 3:2 (23:25, 23:25, 27:25, 25:23, 22:20) | Volley Amriswil           |
| 16.12.2023                                                      | 17:30 | Volley Schönenwerd        | 3:2 (25:23, 22:25, 21:25, 26:24, 15:12) | Concordia Volley Luzern   |
| 10. KOLEJKA                                                     |       |                           |                                         |                           |
| 6.01.2024                                                       | 17:00 | Volley Amriswil           | 3:0 (25:19, 26:24, 25:20)               | TSV Jona Volleyball       |
| 21.12.2023                                                      | 20:00 | Chênois Genève Volleyball | 1:3 (25:23, 18:25, 22:25, 20:25)        | Volley Schönenwerd        |
| 20.12.2023                                                      | 20:00 | Lausanne UC               | 3:1 (25:17, 25:21, 21:25, 25:23)        | Concordia Volley Luzern   |
| 11. KOLEJKA                                                     |       |                           |                                         |                           |
| 6.01.2024                                                       | 17:00 | Volley Schönenwerd        | 2:3 (25:20, 17:25, 18:25, 29:27, 7:15)  | Lausanne UC               |
| 7.01.2024                                                       | 17:00 | Concordia Volley Luzern   | 1:3 (16:25, 25:22, 20:25, 24:26)        | Volley Amriswil           |
| 6.01.2024                                                       | 18:00 | Chênois Genève Volleyball | 3:2 (25:19, 25:20, 19:25, 21:25, 15:9)  | Volley Näfels             |
| 12. KOLEJKA                                                     |       |                           |                                         |                           |
| 13.01.2024                                                      | 17:00 | Volley Näfels             | 3:0 (25:11, 25:17, 25:18)               | TSV Jona Volleyball       |
| 13.01.2024                                                      | 18:00 | Concordia Volley Luzern   | 3:2 (25:17, 25:23, 17:25, 24:26, 15:12) | Chênois Genève Volleyball |
| 13.01.2024                                                      | 17:00 | Volley Amriswil           | 3:1 (25:21, 25:22, 22:25, 31:29)        | Lausanne UC               |
| 13. KOLEJKA                                                     |       |                           |                                         |                           |
| 20.01.2024                                                      | 20:00 | TSV Jona Volleyball       | 0:3 (19:25, 12:25, 18:25)               | Volley Schönenwerd        |
| 20.01.2024                                                      | 18:00 | Lausanne UC               | 3:1 (25:21, 25:16, 20:25, 25:23)        | Chênois Genève Volleyball |
| 20.01.2024                                                      | 19:00 | Volley Näfels             | 3:0 (28:26, 25:19, 25:17)               | Concordia Volley Luzern   |
| 14. KOLEJKA                                                     |       |                           |                                         |                           |
| 27.01.2024                                                      | 17:30 | TSV Jona Volleyball       | 3:2 (16:25, 25:22, 15:25, 25:22, 15:12) | Lausanne UC               |
| 27.01.2024                                                      | 17:30 | Volley Schönenwerd        | 3:1 (20:25, 25:19, 25:18, 25:18)        | Volley Näfels             |
| 27.01.2024                                                      | 17:30 | Chênois Genève Volleyball | 1:3 (15:25, 18:25, 25:23, 19:25)        | Volley Amriswil           |
| Wszystkie godziny według czasu lokalnego (UTC+1/UTC+2). Źródło: |       |                           |                                         |                           |

### Tabela
| Lp.                                                | Drużyna                   | Pkt | Mecze | Mecze | Mecze | Rodzaj wyniku | Rodzaj wyniku | Rodzaj wyniku | Rodzaj wyniku | Rodzaj wyniku | Rodzaj wyniku | Sety | Sety | Sety  | Małe punkty | Małe punkty | Małe punkty |
| Lp.                                                | Drużyna                   | Pkt | M     | W     | P     | 3:0           | 3:1           | 3:2           | 2:3           | 1:3           | 0:3           | wyg. | prz. | stos. | zdob.       | str.        | stos.       |
| -------------------------------------------------- | ------------------------- | --- | ----- | ----- | ----- | ------------- | ------------- | ------------- | ------------- | ------------- | ------------- | ---- | ---- | ----- | ----------- | ----------- | ----------- |
| 1                                                  | Volley Schönenwerd        | 27  | 12    | 9     | 3     | 2             | 5             | 2             | 2             | 1             | 0             | 32   | 18   | 1.78  | 1160        | 1074        | 1.08        |
| 2                                                  | Volley Amriswil           | 25  | 12    | 8     | 4     | 4             | 3             | 1             | 2             | 2             | 0             | 30   | 17   | 1.76  | 1116        | 1036        | 1.08        |
| 3                                                  | Chênois Genève Volleyball | 23  | 12    | 8     | 4     | 3             | 3             | 2             | 1             | 3             | 0             | 29   | 19   | 1.53  | 1113        | 1062        | 1.05        |
| 4                                                  | Lausanne UC               | 21  | 12    | 7     | 5     | 2             | 3             | 2             | 2             | 3             | 0             | 28   | 22   | 1.27  | 1143        | 1058        | 1.08        |
| 5                                                  | Volley Näfels             | 13  | 12    | 4     | 8     | 3             | 0             | 1             | 2             | 4             | 2             | 20   | 26   | 0.77  | 989         | 1036        | 0.95        |
| 6                                                  | Concordia Volley Luzern   | 11  | 12    | 4     | 8     | 0             | 2             | 2             | 1             | 3             | 4             | 17   | 30   | 0.57  | 1012        | 1071        | 0.94        |
| 7                                                  | TSV Jona Volleyball       | 6   | 12    | 2     | 10    | 0             | 1             | 1             | 1             | 1             | 8             | 9    | 33   | 0.27  | 821         | 1017        | 0.81        |
| Legenda: druga faza – grupa A druga faza – grupa B |                           |     |       |       |       |               |               |               |               |               |               |      |      |       |             |             |             |

Źródło: 
Punktacja: 3:0 i 3:1 – 3 pkt; 3:2 – 2 pkt; 2:3 – 1 pkt; 1:3 i 0:3 – 0 pkt
Zasady ustalania kolejności: 1. liczba punktów; 2. liczba zwycięstw; 3. stosunek setów; 4. stosunek małych punktów; 5. bilans w bezpośrednich meczach

## Druga faza

### Grupa A

#### Tabela wyników
| Gospodarz \ Gość1         | SCH | AMR | CHÊ | LAU |
| ------------------------- | --- | --- | --- | --- |
| Volley Schönenwerd        | -   | 1:3 | 2:3 | -   |
| Volley Amriswil           | -   | -   | 3:0 | 3:1 |
| Chênois Genève Volleyball | -   | -   | -   | 1:3 |
| Lausanne UC               | 0:3 | -   | -   | -   |

Źródło: 
1 Drużyna gospodarzy jest wymieniona po lewej stronie tabeli.
Kolory:
  zwycięstwo gospodarzy 3:0 lub 3:1
  zwycięstwo gospodarzy 3:2
  zwycięstwo gości 3:0 lub 3:1
  zwycięstwo gości 3:2

#### Terminarz i wyniki spotkań
| Data                                                      | Godz. | Gospodarz                 | Rezultat                                | Gość                      |
| --------------------------------------------------------- | ----- | ------------------------- | --------------------------------------- | ------------------------- |
| 1. KOLEJKA                                                |       |                           |                                         |                           |
| 3.02.2024                                                 | 18:30 | Volley Schönenwerd        | 1:3 (22:25, 25:21, 26:28, 21:25)        | Volley Amriswil           |
| 3.02.2024                                                 | 18:00 | Chênois Genève Volleyball | 1:3 (25:21, 12:25, 18:25, 25:27)        | Lausanne UC               |
| 2. KOLEJKA                                                |       |                           |                                         |                           |
| 17.02.2024                                                | 17:00 | Volley Amriswil           | 3:0 (25:22, 25:18, 27:25)               | Chênois Genève Volleyball |
| 17.02.2024                                                | 17:30 | Lausanne UC               | 0:3 (22:25, 21:25, 23:25)               | Volley Schönenwerd        |
| 3. KOLEJKA                                                |       |                           |                                         |                           |
| 25.02.2024                                                | 16:00 | Volley Schönenwerd        | 2:3 (25:14, 15:25, 19:25, 25:17, 12:15) | Chênois Genève Volleyball |
| 24.02.2024                                                | 17:00 | Volley Amriswil           | 3:1 (25:20, 25:21, 19:25, 25:17)        | Lausanne UC               |
| Wszystkie godziny według czasu lokalnego (UTC+1). Źródło: |       |                           |                                         |                           |

#### Tabela
| Lp. | Drużyna                   | Pkt | Mecze | Mecze | Mecze | Rodzaj wyniku | Rodzaj wyniku | Rodzaj wyniku | Rodzaj wyniku | Rodzaj wyniku | Rodzaj wyniku | Sety | Sety | Sety  | Małe punkty | Małe punkty | Małe punkty |
| Lp. | Drużyna                   | Pkt | M     | W     | P     | 3:0           | 3:1           | 3:2           | 2:3           | 1:3           | 0:3           | wyg. | prz. | stos. | zdob.       | str.        | stos.       |
| --- | ------------------------- | --- | ----- | ----- | ----- | ------------- | ------------- | ------------- | ------------- | ------------- | ------------- | ---- | ---- | ----- | ----------- | ----------- | ----------- |
| 1   | Volley Amriswil           | 21  | 3     | 3     | 0     | 1             | 2             | 0             | 0             | 0             | 0             | 9    | 2    | 4.5   | 270         | 242         | 1.12        |
| 2   | Volley Schönenwerd        | 18  | 3     | 1     | 2     | 1             | 0             | 0             | 1             | 1             | 0             | 6    | 6    | 1     | 265         | 261         | 1.02        |
| 3   | Chênois Genève Volleyball | 12  | 3     | 1     | 2     | 0             | 0             | 1             | 0             | 1             | 1             | 4    | 8    | 0.5   | 241         | 271         | 0.89        |
| 4   | Lausanne UC               | 11  | 3     | 1     | 2     | 0             | 1             | 0             | 0             | 1             | 1             | 4    | 7    | 0.57  | 247         | 249         | 0.99        |

Źródło: 
Punktacja: 3:0 i 3:1 – 3 pkt; 3:2 – 2 pkt; 2:3 – 1 pkt; 1:3 i 0:3 – 0 pkt
Zasady ustalania kolejności: 1. liczba punktów; 2. liczba zwycięstw; 3. stosunek setów; 4. stosunek małych punktów; 5. bilans w bezpośrednich meczach
Uwagi: Drużyny drugą fazę rozpoczęły z następującą liczbą punktów: Volley Schönenwerd – 14 pkt; Volley Amriswil – 12 pkt; Chênois Genève Volleyball – 10 pkt; Lausanne UC – 8 pkt.

### Grupa B

#### Tabela wyników
| Gospodarz \ Gość1       | NÄF | LUZ | JON |
| ----------------------- | --- | --- | --- |
| Volley Näfels           | -   | 3:0 | 3:0 |
| Concordia Volley Luzern | 2:3 | -   | 3:2 |
| TSV Jona Volleyball     | 0:3 | 2:3 | -   |

Źródło: 
1 Drużyna gospodarzy jest wymieniona po lewej stronie tabeli.
Kolory:
  zwycięstwo gospodarzy 3:0 lub 3:1
  zwycięstwo gospodarzy 3:2
  zwycięstwo gości 3:0 lub 3:1
  zwycięstwo gości 3:2

#### Terminarz i wyniki spotkań
| Data                                                      | Godz. | Gospodarz               | Rezultat                                | Gość                    |
| --------------------------------------------------------- | ----- | ----------------------- | --------------------------------------- | ----------------------- |
| 3.02.2024                                                 | 19:00 | Volley Näfels           | 3:0 (25:18, 25:22, 25:23)               | Concordia Volley Luzern |
| 10.02.2024                                                | 17:00 | Concordia Volley Luzern | 3:2 (25:19, 24:26, 22:25, 25:20, 15:10) | TSV Jona Volleyball     |
| 17.02.2024                                                | 18:00 | TSV Jona Volleyball     | 0:3 (18:25, 20:25, 18:25)               | Volley Näfels           |
| 18.02.2024                                                | 17:00 | Concordia Volley Luzern | 2:3 (25:22, 16:25, 16:25, 25:21, 11:15) | Volley Näfels           |
| 24.02.2024                                                | 19:00 | TSV Jona Volleyball     | 2:3 (21:25, 25:22, 23:25, 25:22, 6:15)  | Concordia Volley Luzern |
| 25.02.2024                                                | 18:00 | Volley Näfels           | 3:0 (25:22, 25:19, 25:15)               | TSV Jona Volleyball     |
| Wszystkie godziny według czasu lokalnego (UTC+1). Źródło: |       |                         |                                         |                         |

#### Tabela
| Lp. | Drużyna                 | Pkt | Mecze | Mecze | Mecze | Rodzaj wyniku | Rodzaj wyniku | Rodzaj wyniku | Rodzaj wyniku | Rodzaj wyniku | Rodzaj wyniku | Sety | Sety | Sety  | Małe punkty | Małe punkty | Małe punkty |
| Lp. | Drużyna                 | Pkt | M     | W     | P     | 3:0           | 3:1           | 3:2           | 2:3           | 1:3           | 0:3           | wyg. | prz. | stos. | zdob.       | str.        | stos.       |
| --- | ----------------------- | --- | ----- | ----- | ----- | ------------- | ------------- | ------------- | ------------- | ------------- | ------------- | ---- | ---- | ----- | ----------- | ----------- | ----------- |
| 1   | Volley Näfels           | 13  | 4     | 4     | 0     | 3             | 0             | 1             | 0             | 0             | 0             | 12   | 2    | 6     | 333         | 268         | 1.24        |
| 2   | Concordia Volley Luzern | 8   | 4     | 2     | 2     | 0             | 0             | 2             | 1             | 0             | 1             | 8    | 10   | 0.8   | 376         | 383         | 0.98        |
| 3   | TSV Jona Volleyball     | 3   | 4     | 0     | 4     | 0             | 0             | 0             | 2             | 0             | 2             | 4    | 12   | 0.33  | 312         | 370         | 0.84        |

Źródło: 
Punktacja: zwycięstwo – 2 pkt; 2:3 – 1 pkt; 1:3 i 0:3 – 0 pkt
Zasady ustalania kolejności: 1. liczba punktów; 2. liczba zwycięstw; 3. stosunek setów; 4. stosunek małych punktów; 5. bilans w bezpośrednich meczach
Uwagi: Drużyny drugą fazę rozpoczęły z następującą liczbą punktów: Volley Näfels – 5 pkt; Concordia Volley Luzern – 3 pkt; TSV Jona Volleyball – 1 pkt.

### Wspólna tabela drugiej fazy dla grup A i B
| Lp.                                                                           | Drużyna                   | Pkt | Mecze | Mecze | Mecze | Rodzaj wyniku | Rodzaj wyniku | Rodzaj wyniku | Rodzaj wyniku | Rodzaj wyniku | Rodzaj wyniku | Sety | Sety | Sety  | Małe punkty | Małe punkty | Małe punkty |
| Lp.                                                                           | Drużyna                   | Pkt | M     | W     | P     | 3:0           | 3:1           | 3:2           | 2:3           | 1:3           | 0:3           | wyg. | prz. | stos. | zdob.       | str.        | stos.       |
| ----------------------------------------------------------------------------- | ------------------------- | --- | ----- | ----- | ----- | ------------- | ------------- | ------------- | ------------- | ------------- | ------------- | ---- | ---- | ----- | ----------- | ----------- | ----------- |
| 1                                                                             | Volley Amriswil           | 21  | 3     | 3     | 0     | 1             | 2             | 0             | 0             | 0             | 0             | 9    | 2    | 4.5   | 270         | 242         | 1.12        |
| 2                                                                             | Volley Schönenwerd        | 18  | 3     | 1     | 2     | 1             | 0             | 0             | 1             | 1             | 0             | 6    | 6    | 1     | 265         | 261         | 1.02        |
| 3                                                                             | Volley Näfels             | 13  | 4     | 4     | 0     | 3             | 0             | 1             | 0             | 0             | 0             | 12   | 2    | 6     | 333         | 268         | 1.24        |
| 4                                                                             | Chênois Genève Volleyball | 12  | 3     | 1     | 2     | 0             | 0             | 1             | 0             | 1             | 1             | 4    | 8    | 0.5   | 241         | 271         | 0.89        |
| 5                                                                             | Lausanne UC               | 11  | 3     | 1     | 2     | 0             | 1             | 0             | 0             | 1             | 1             | 4    | 7    | 0.57  | 247         | 249         | 0.99        |
| 6                                                                             | Concordia Volley Luzern   | 8   | 4     | 2     | 2     | 0             | 0             | 2             | 1             | 0             | 1             | 8    | 10   | 0.8   | 376         | 383         | 0.98        |
| 7                                                                             | TSV Jona Volleyball       | 3   | 4     | 0     | 4     | 0             | 0             | 0             | 2             | 0             | 2             | 4    | 12   | 0.33  | 312         | 370         | 0.84        |
| Legenda: półfinał fazy play-off ćwierćfinał fazy play-off mecze o miejsca 5-7 |                           |     |       |       |       |               |               |               |               |               |               |      |      |       |             |             |             |

Źródło: 
Punktacja:
• grupa A: 3:0 i 3:1 – 3 pkt; 3:2 – 2 pkt; 2:3 – 1 pkt; 1:3 i 0:3 – 0 pkt
• grupa B: zwycięstwo – 2 pkt; 2:3 – 1 pkt; 1:3 i 0:3 – 0 pkt
Zasady ustalania kolejności: 1. liczba punktów; 2. liczba zwycięstw; 3. stosunek setów; 4. stosunek małych punktów; 5. bilans w bezpośrednich meczach
Uwagi: Drużyny drugą fazę rozpoczęły z następującą liczbą punktów: Volley Schönenwerd – 14 pkt; Volley Amriswil – 12 pkt; Chênois Genève Volleyball – 10 pkt; Lausanne UC – 8 pkt; Volley Näfels – 5 pkt; Concordia Volley Luzern – 3 pkt; TSV Jona Volleyball – 1 pkt.

## Faza play-off
Wszystkie godziny według czasu lokalnego (UTC+2).

### Drabinka
| Ćwierćfinały | Ćwierćfinały              | Ćwierćfinały | Ćwierćfinały | Ćwierćfinały |  |  | Półfinały | Półfinały               | Półfinały | Półfinały | Półfinały | Półfinały | Półfinały |  |  | Finały             | Finały                  | Finały             | Finały             | Finały             | Finały | Finały |
|              |                           |              |              |              |  |  |           |                         |           |           |           |           |           |  |  |                    |                         |                    |                    |                    |        |        |
| 4            | Chênois Genève Volleyball | 3            | 2            | 3 (8)        |  |  | 1         | Volley Amriswil         | 3         | 3         | 1         | 3         |           |  |  |                    |                         |                    |                    |                    |        |        |
| 5            | Lausanne UC               | 2            | 3            | 3 (15)       |  |  | 5         | Lausanne UC             | 1         | 1         | 3         | 0         |           |  |  |                    |                         |                    |                    |                    |        |        |
|              |                           |              |              |              |  |  |           |                         |           |           |           |           |           |  |  | 1                  | Volley Amriswil         | 1                  | 3                  | 2                  | 3      | 1      |
|              |                           |              |              |              |  |  |           |                         |           |           |           |           |           |  |  | 2                  | Volley Schönenwerd      | 3                  | 0                  | 3                  | 0      | 3      |
| 3            | Volley Näfels             | 3            | 0            | 3 (14)       |  |  | 2         | Volley Schönenwerd      | 3         | 3         | 3         |           |           |  |  |                    |                         |                    |                    |                    |        |        |
| 6            | Concordia Volley Luzern   | 0            | 3            | 3 (16)       |  |  | 6         | Concordia Volley Luzern | 0         | 0         | 0         |           |           |  |  | Mecze o 3. miejsce | Mecze o 3. miejsce      | Mecze o 3. miejsce | Mecze o 3. miejsce | Mecze o 3. miejsce |        |        |
|              |                           |              |              |              |  |  |           |                         |           |           |           |           |           |  |  |                    |                         |                    |                    |                    |        |        |
|              |                           |              |              |              |  |  |           |                         |           |           |           |           |           |  |  | 5                  | Lausanne UC             | 3                  | 2                  | 3                  |        |        |
|              |                           |              |              |              |  |  |           |                         |           |           |           |           |           |  |  | 6                  | Concordia Volley Luzern | 1                  | 3                  | 2                  |        |        |

### Ćwierćfinały
Format: dwumecz z ewentualnym złotym setem
Punktacja: 3:0 i 3:1 – 3 pkt; 3:2 – 2 pkt; 2:3 – 1 pkt; 1:3 i 0:3 – 0 pkt
| Data                          | Godz.                         | Gospodarz                     | Rezultat                                | Gość                        |
| ----------------------------- | ----------------------------- | ----------------------------- | --------------------------------------- | --------------------------- |
| Volley Näfels (3)             | Volley Näfels (3)             | Volley Näfels (3)             | 3 – 3                                   | (6) Concordia Volley Luzern |
| 28.02.2024                    | 20:30                         | Concordia Volley Luzern       | 0:3 (23:25, 17:25, 23:25)               | Volley Näfels               |
| 2.03.2024                     | 17:00                         | Volley Näfels                 | 0:3 (21:25, 23:25, 22:25)               | Concordia Volley Luzern     |
| —                             | —                             | Volley Näfels                 | złoty set: 14:16                        | Concordia Volley Luzern     |
| Chênois Genève Volleyball (4) | Chênois Genève Volleyball (4) | Chênois Genève Volleyball (4) | 3 – 3                                   | (5) Lausanne UC             |
| 28.02.2024                    | 20:00                         | Lausanne UC                   | 2:3 (20:25, 23:25, 25:23, 25:21, 12:15) | Chênois Genève Volleyball   |
| 2.03.2024                     | 18:00                         | Chênois Genève Volleyball     | 2:3 (29:31, 25:16, 17:25, 25:21, 12:15) | Lausanne UC                 |
| —                             | —                             | Chênois Genève Volleyball     | złoty set: 8:15                         | Lausanne UC                 |

Źródło: 

### Półfinały
Format: do trzech zwycięstw
| Data                   | Godz.                  | Gospodarz               | Rezultat                         | Gość                        |
| ---------------------- | ---------------------- | ----------------------- | -------------------------------- | --------------------------- |
| Volley Amriswil (1)    | Volley Amriswil (1)    | Volley Amriswil (1)     | 3 – 1                            | (5) Lausanne UC             |
| 9.03.2024              | 17:00                  | Volley Amriswil         | 3:0 (25:18, 25:17, 25:21)        | Lausanne UC                 |
| 16.03.2024             | 17:30                  | Lausanne UC             | 3:1 (22:25, 25:23, 25:23, 26:24) | Volley Amriswil             |
| 23.03.2024             | 17:00                  | Volley Amriswil         | 3:1 (25:21, 20:25, 25:23, 25:20) | Lausanne UC                 |
| 27.03.2024             | 20:00                  | Lausanne UC             | 1:3 (25:16, 23:25, 19:25, 15:25) | Volley Amriswil             |
| Volley Schönenwerd (2) | Volley Schönenwerd (2) | Volley Schönenwerd (2)  | 3 – 0                            | (6) Concordia Volley Luzern |
| 9.03.2024              | 17:30                  | Volley Schönenwerd      | 3:0 (25:15, 25:13, 25:19)        | Concordia Volley Luzern     |
| 17.03.2024             | 17:00                  | Concordia Volley Luzern | 0:3 (17:25, 30:32, 13:25)        | Volley Schönenwerd          |
| 24.03.2024             | 16:00                  | Volley Schönenwerd      | 3:0 (25:20, 25:16, 25:22)        | Concordia Volley Luzern     |

Źródło: 

### Mecze o 3. miejsce
Format: do dwóch zwycięstw
| Data            | Godz.           | Gospodarz               | Rezultat                                | Gość                        |
| --------------- | --------------- | ----------------------- | --------------------------------------- | --------------------------- |
| Lausanne UC (5) | Lausanne UC (5) | Lausanne UC (5)         | 2 – 1                                   | (6) Concordia Volley Luzern |
| 13.04.2024      | 17:30           | Lausanne UC             | 3:1 (26:24, 14:25, 25:17, 25:18)        | Concordia Volley Luzern     |
| 20.04.2024      | 17:00           | Concordia Volley Luzern | 3:2 (22:25, 28:26, 25:19, 23:25, 15:12) | Lausanne UC                 |
| 24.04.2024      | 20:00           | Lausanne UC             | 3:2 (17:25, 27:25, 24:26, 25:15, 15:12) | Concordia Volley Luzern     |

Źródło: 

### Finały
Format: do trzech zwycięstw
| Data                | Godz.               | Gospodarz           | Rezultat                                | Gość                   |
| ------------------- | ------------------- | ------------------- | --------------------------------------- | ---------------------- |
| Volley Amriswil (1) | Volley Amriswil (1) | Volley Amriswil (1) | 2 – 3                                   | (2) Volley Schönenwerd |
| 13.04.2024          | 17:00               | Volley Schönenwerd  | 3:1 (25:23, 18:25, 25:17, 25:19)        | Volley Amriswil        |
| 18.04.2024          | 19:30               | Volley Amriswil     | 3:0 (25:19, 25:13, 25:23)               | Volley Schönenwerd     |
| 20.04.2024          | 18:00               | Volley Schönenwerd  | 3:2 (23:25, 14:25, 25:21, 30:28, 15:12) | Volley Amriswil        |
| 25.04.2024          | 19:30               | Volley Amriswil     | 3:0 (28:26, 25:20, 27:25)               | Volley Schönenwerd     |
| 27.04.2024          | 18:00               | Volley Schönenwerd  | 3:1 (25:18, 17:25, 25:20, 26:24)        | Volley Amriswil        |

Źródło: 

## Mecze o miejsca 5-7

### Tabela wyników
| Gospodarz \ Gość1         | NÄF | CHÊ | JON |
| ------------------------- | --- | --- | --- |
| Volley Näfels             | -   | 3:2 | 3:0 |
| Chênois Genève Volleyball | 0:3 | -   | 3:0 |
| TSV Jona Volleyball       | 3:0 | 1:3 | -   |

Źródło: 
1 Drużyna gospodarzy jest wymieniona po lewej stronie tabeli.
Kolory:
  zwycięstwo gospodarzy 3:0 lub 3:1
  zwycięstwo gospodarzy 3:2
  zwycięstwo gości 3:0 lub 3:1
  zwycięstwo gości 3:2

#### Terminarz i wyniki spotkań
| Data                                                      | Godz. | Gospodarz                 | Rezultat                                | Gość                      |
| --------------------------------------------------------- | ----- | ------------------------- | --------------------------------------- | ------------------------- |
| 9.03.2024                                                 | 17:00 | Volley Näfels             | 3:0 (25:19, 25:21, 25:23)               | TSV Jona Volleyball       |
| 13.03.2024                                                | 20:00 | Chênois Genève Volleyball | 0:3 (18:25, 15:25, 19:25)               | Volley Näfels             |
| 16.03.2024                                                | 18:00 | TSV Jona Volleyball       | 1:3 (22:25, 25:19, 22:25, 19:25)        | Chênois Genève Volleyball |
| 21.03.2024                                                | 20:00 | TSV Jona Volleyball       | 3:0 (27:25, 25:19, 25:22)               | Volley Näfels             |
| 23.03.2024                                                | 17:00 | Chênois Genève Volleyball | 3:0 (25:15, 26:24, 25:20)               | TSV Jona Volleyball       |
| 27.03.2024                                                | 19:30 | Volley Näfels             | 3:2 (25:22, 25:14, 20:25, 23:25, 15:12) | Chênois Genève Volleyball |
| Wszystkie godziny według czasu lokalnego (UTC+1). Źródło: |       |                           |                                         |                           |

#### Tabela
| Lp. | Drużyna                   | Pkt | Mecze | Mecze | Mecze | Rodzaj wyniku | Rodzaj wyniku | Rodzaj wyniku | Rodzaj wyniku | Rodzaj wyniku | Rodzaj wyniku | Sety | Sety | Sety  | Małe punkty | Małe punkty | Małe punkty |
| Lp. | Drużyna                   | Pkt | M     | W     | P     | 3:0           | 3:1           | 3:2           | 2:3           | 1:3           | 0:3           | wyg. | prz. | stos. | zdob.       | str.        | stos.       |
| --- | ------------------------- | --- | ----- | ----- | ----- | ------------- | ------------- | ------------- | ------------- | ------------- | ------------- | ---- | ---- | ----- | ----------- | ----------- | ----------- |
| 1   | Volley Näfels             | 8   | 4     | 3     | 1     | 2             | 0             | 1             | 0             | 0             | 1             | 9    | 5    | 1.8   | 324         | 290         | 1.12        |
| 2   | Chênois Genève Volleyball | 7   | 4     | 2     | 2     | 1             | 1             | 0             | 1             | 0             | 1             | 8    | 7    | 1.14  | 320         | 330         | 0.97        |
| 3   | TSV Jona Volleyball       | 3   | 4     | 1     | 3     | 1             | 0             | 0             | 0             | 1             | 2             | 4    | 9    | 0.44  | 287         | 311         | 0.92        |

Źródło: 
Punktacja: 3:0 i 3:1 – 3 pkt; 3:2 – 2 pkt; 2:3 – 1 pkt; 1:3 i 0:3 – 0 pkt
Zasady ustalania kolejności: 1. liczba punktów; 2. liczba zwycięstw; 3. stosunek setów; 4. stosunek małych punktów; 5. bilans w bezpośrednich meczach

## Klasyfikacja końcowa
| Poz. | Drużyna                   |
| ---- | ------------------------- |
| 1.   | Volley Schönenwerd        |
| 2.   | Volley Amriswil           |
| 3.   | Lausanne UC               |
| 4.   | Concordia Volley Luzern   |
| 5.   | Volley Näfels             |
| 6.   | Chênois Genève Volleyball |
| 7.   | TSV Jona Volleyball       |